# 후지모토 요시키
후지모토 요시키(일본어: 藤本 佳希, 1994년 2월 3일 ~ )는 일본의 축구 선수이다. 현재 J2리그의 몬테디오 야마가타에서 뛰고 있다.

## 구단 경력
그는 2016년부터 J리그의 파지아노 오카야마, 에히메 FC, 몬테디오 야마가타에서 뛰었다.